# Мочуді Сентр Чіфс
Спортивний клуб «Мочуді Сентр Чіфс» або просто «Мочуді Сентр Чіфс» (англ. Mochudi Centre Chiefs Sporting Club) — ботсванський футбольний клуб з міста Габороне. Один з найсильніших клубів країни останніх років.

## Історія
Клуб був утворений в 1972 році під назвою "Магосі, Маапаранкве", за командою закріпилося прізвисько "Chiefs". Вона була сформована деякими представниками роду старійшин Мочуді, які навчалися в Початковій школі леді Мітчінсон.
Клуб чотири рази перемагав у національному чемпіонаті. Вперше Мочуді Сентр завоювали чемпіонський титул в 2008 році, при цьому не погравши жодного матчу, а в 2012, 2013, 2015 та 2016 роках команді знову вдалося захистити цей титул. Мочуті переміг у Кубку БФА в 2008 році, а також ще кілька разів виходив до фіналу турніру.
Льюіс Тлхове був першим гравцем клубу, який поїхав у Південну Африку до Джейд Іст Дайнамоз Машин. Ноа Мапоза та Понтшо Молоі відправилися до Бей Юнайтед, а Діранг Молої та інші перейшли до Васко Да Гами, в той час як Джером Раматлхаквана, Джоел Могоросі, Галегве Мояна, Мапа Молоі та інші відправилися виступати до клубів з Демократичної Республіки Конго.
Команда кілька разів виступала в Лізі чемпіонів КАФ та грала з клубами рівня ТП Мазембе.

## Досягнення
- Прем'єр-ліга
  -  Чемпіон (5): 2007–08, 2011–12, 2012–13, 2014–15, 2015–16
  -  Срібний призер (4): 2006–07, 2008–09, 2009–10, 2010–11

- Кубок виклику Футбольної асоціації Ботсвани
  -  Володар (2): 1991, 2008
  -  Фіналіст (2): 2010, 2012

- Оранж Кебалано Кап
  -  Володар (4): 1997, 2005, 2008, 2013

## Спонсори
- Huawei
- Дума ФМ
- Вега
- Adidas

## Статистика виступів на континентальних турнірах
| Сезон | Турнір                     | Раунд      | Клуб                 | Вдома | На виїзді | Загалом |
| ----- | -------------------------- | ---------- | -------------------- | ----- | --------- | ------- |
| 1992  | Кубок володарів кубків КАФ | 1          | Пауер Дайнамоз       | 0-2   | 0-4       | 0-6     |
| 1997  | Кубок КАФ                  | 1          | Умтата Бакч          | т.п.1 | т.п.1     | т.п.1   |
| 1997  | Кубок КАФ                  | 2          | ДСА Антананаріву     | 1-2   | 1-2       | 2-4     |
| 2000  | Кубок КАФ                  | 1          | Мтібва Шугер         | 0-3   | 1-2       | 1-5     |
| 2013  | Ліга чемпіонів КАФ         | Попередній | Машакене             | 1-0   | 1-0       | 2-0     |
| 2013  | Ліга чемпіонів КАФ         | 1          | ТП Мазембе           | 0-1   | 0-6       | 0-7     |
| 2014  | Ліга чемпіонів КАФ         | Попередній | Дайнамоз             | 1-1   | 0-3       | 1-4     |
| 2016  | Ліга чемпіонів КАФ         | Попередній | Ферроваріу ді Мапуту | т.п.2 | т.п.2     | т.п.2   |

1- Умата Бакс покинув турнір.

2- Сентр Чіфс покинув турнір.

## Відомі гравці
| - Сеабо Габанакгосі - Ноа Каренг - Вільям Кехітілве - Секхана Коко - Баролонг Лемменьяне - Мфо Мабого - Кгосетсіле Мампорі - Ноа Мапоса - Отенг Моалосі | - Лавмур Мокгвеетсі - Діранг Молоі - Рафаель Нтхване - Кейтуметсе Пол - Молатхегі Поділе - Жером Раматлхакване - Інносент Ренку - Гоболен'єоне Селефа - Тхато Сіска | - Джеймс Тшекенді - Тшвеу Макхоере - Лінос Чалві - Джеймс Качінга - Мусонда Мвеуке - Ітаї Гванду - Оціле Моє |

## Відомі тренери
- Бестон Чамбезі
- Рахман Гамбо (2010)